# Эрведеду
Эрведеду (порт. Ervededo)  —  район (фрегезия) в Португалии,  входит в округ Вила-Реал. Является составной частью муниципалитета  Шавеш. По старому административному делению входил в провинцию Траз-уж-Монтиш и Алту-Дору. Входит в экономико-статистический  субрегион Алту-Траз-уш-Монтеш, который входит в Северный регион. Население составляет 740 человек на 2001 год. Занимает площадь 20,53 км².
Покровителем района считается Мартин Турский (порт. São Martinho). 